# Manon Houette
Manon Houette, född 2 juli 1992 i Le Mans, är en fransk handbollsspelare (vänstersexa).

## Klubbkarriär
Ursprungligen från Sillé-le-Guillaume i Sarthe, var HBC Pays de Sillé och CSCM Le Mans hennes första klubbar. Hon anslöt sedan till träningscentret för CJF Fleury Loiret Handball 2010. Säsongen 2012–2013 fick hon sitt genombrott som vänsterytter när hon valdes till bästa talang i 2012–2013 års liga. Hon valdes som bästa vänsterytter i mästerskapet 2014 och 2015. Hon var en av de främsta spelarna i sin klubb då Fleury Loiret Handball vann mästerskapet i Frankrike 2015. 2015–2016 blev hon utsedd till bästa vänsterytter i det franska ligan för tredje gången. I mars 2016 skrev hon kontrakt med Thüringer HC för att bli proffs i tyska damligan men det blev bara ett år. I februari 2017 blev hon klar för två säsonger med Metz HB. Hon vann titeln i Frankrike och valdes för fjärde gången till säsongens bästa vänsterytter. Hon kom att spela med Metz HB i fyra säsonger. Med Metz nådde hon säsongen 2018–2019 semifinalen i Champions League och vann franska ligan två gånger i rad 2018 och 2019. I slutet av säsongen valdes hon till bästa vänsterytter i franska ligan för femte gången men nu även i Champions League 2019. 2021 fortsätter hon  karriären i nybildade Bourg-de-Péage Drôme Handball.

## Landslagskarriär
Manon Houette debuterade i franska landslaget 2013 för träningsmatcher mot Slovakien och Finland. 2015 mästerskapsdebuterade hon i VM i Danmark. Hon spelade i OS 2016 i Rio de Janeiro där Frankrike förlorade finalen mot Ryssland och vann en silvermedalj. 2017 vann hon världsmästartiteln med Frankrike. Hon stod för 4 mål på 4 avslut i VM-finalen när Frankrike vann med 23-21 mot Norge. Hon blev bäste målgörare i det franska laget med 35 mål. Året efter var hon med i EM som spelades i Frankrike och tog hem Europatiteln. Ryssland besegrades med 24-21.I januari 2020 skadade hon främre korsband i höger knä och kunde inte delta i OS 2020. Hon kom inte tillbaka trots att OS sköts fram ett år på grund av Covid-19-pandemin.

## Andra aktiviteter
Manon Houette har varit expert på fransk TV vid EM 2020.